# 이한복 (춘천 기업인)
이한복(李漢復, 1894년 12월 20일 ~ ?)은 일제강점기의 신문 기자, 작가, 기업인, 언론인, 출판인이자, 제지업자, 신문 경영자, 지방의회 의원, 사회 사업가이며 대한민국의 기업인, 출판인, 제지업자, 공무원이다. 1919년 5월 21일부터 1945년 11월 10일까지 매일신보 춘천지국 신문 기자이자, 매일신보 춘천지국 총무, 춘천지국장, 강원지사장 등을 겸직했다. 신연강 다리 개통 운동에 동참하여 조선총독부 토목국과 당국을 설득하는데 참여했고, 경춘선 철도 유치 운동에 참여하여 춘천과 인근 화천, 양구, 인제, 가평 주민들을 찾아다니며 설득했다. 그는 춘천상공회의소, 강원도상공회의소의 임원이자 대한상공회의소 강원도지역 대표로도 활동했다.
1927년 9월 춘천면협의회 의원 보궐선거에 당선, 1929년 3월 20일 면협의회 의원 선거에 재선, 1927년 9월부터 1931년 5월 3대, 4대 춘천군 춘천면협의회 의원이었다. 1931년 4월 춘천읍 승격으로 초대 춘천읍협의회 의원, 그해 5월 2대 춘천읍협의회 의원 선거에 재출마하여 당선, 1935년 3대 춘천읍협의회 의원 선거에 재선되었다. 1939년 춘천상공회의소 창립 회원이자 초대 평의원에 선출, 1946년 조선상공회의소(대한상공회의소의 전신) 본부 초대 대의원에 선출됐다. 자(字)는 규삼(圭三), 다른 이름은 한복(韓復), 본관은 우계(羽溪)이다. 일본식 이름은 리겐간푸(李原漢復, 이원한복) 또는 리바라간푸(李原漢復)이다.
1919년 5월 21일 매일신보사에 입사, 춘천지국 기자, 총무, 매일신보 특파원, 매일신보사 춘천지국장, 1933년 7월 19일 매일신보사 강원지사장 등을 역임했다. 1920년대에는 청년단체에도 참여 춘천청년동지회, 동일청년회에 가입하여 활동했다. 1933년 12월 9일 동선인쇄소를 설립, 대표이사가 되고, 1937년 강원약업주식회사 설립에 참여, 취체역이 되었다. 그밖에 춘천금융조합 평의원, 반도제지주식회사 취체역 등을 역임했다. 1941년 조선임전보국단 강원도지부 준비위원회와 임전보국단 강원도지부 결성에 참여하고, 임전보국단 강원도지부 총무부장에 선출됐으며, 임전보국단 본부 평의원의 한 사람에 선출됐다. 
교육 후원 활동으로는 춘천공립보통학교 후원회 위원,  1934년 6월 19일 춘천제2공립보통학교 기성회(학부모회) 위원, 1933년 정명여고 후원회 이사, 춘천여고 후원회장 등 지역내 각급 학교의 후원회, 기성회 위원으로 학교 운영 참여 및 후원활동을 했다. 춘천공립보통학교와 춘천 본정소학교 후원회 위원, 학교평의회 의원, 소양국민학교(후일의 소양초등학교) 기성회 회원이었고 1942년에는 소양국민학교 기성회 부회장이었다.
해방 후 반도제지주식회사 대표이사 사장이 되고, 1946년 4월 24일 조선상공회의소 설립발기인회의 조직에 참여, 그해 10월 25일 조선상공회의소(대한상공회의소의 전신) 본부 의원(강원도 지역구)에 선출되었다. 1948년 강원도선거관리위원회 후보위원, 1950년 강원도선거관리위원회 위원에 임명됐다. 6.25 전쟁 중 피랍되었다. 그는 춘천상공회의소, 강원도상공회의소, 대한상공회의소 본부의 조직에도 참여했다.

## 생애

### 어린 시절

#### 출생과 가계
이한복은 1894년(고종 31년) 12월 20일 강원도 춘천군 동면 장항리(獐項里, 후일의 강원도 춘천시 동면 장학리(獐鶴里))에서 태어났으며, 조부는 과석(果碩)이고, 아버지는 준영(濬榮)이며, 어머니는 경주이씨(慶州李氏)로 정삼품(正三品)을 역임한 이동주(李東周)의 딸이다. 족보 상 출생년도는 1894년생이나, 일설에는 1893년생 설도 있다.
1924년(일본 대정 13년)의 경성지방검사국 문서 "附 參考諸表, 新聞雜誌通信員 特派員調"에는 1924년 당시 만 31세, 매일신보 1931년 5월 20일자 3면 7단에 의하면 그는 1931년 당시 만 38세였다 한다. 대한적십자사에서 1956년에 발행한 실향사민 명단에는 1956년 기준 만 63세(1893년생)에 직업은 상업, 6·25사변피랍치인사가족회가 1951년에 펴낸 명부에는 만 57세(1894년생)로 나타나며 직업란은 비어 있고 비고란에 강원도가 적혀있다. 1950년 공보처 통계국에서 펴낸 서울특별시 피해자 명부에는 만 58세(1892년생)인데, 여기에는 이름이 이한복(李漢福)으로 나타나는데 오타로 추정된다. 지업공장 지업자였고 종로구 공평동 3통 6반에서 실종됐다고 나타난다. 자(字)는 규삼(圭三)이며, 아호는 미상이다. 다른 이름은 한복(韓復)이다.
아버지쪽으로는 고려 말의 원수 퇴은(退隱) 이의(李山+疑 또는 李草+疑)의 18대손이며, 조선 중종조에 활동하 무신 이지방, 명종 조에 활동한 이광식, 이전이 각각 그의 13대조, 12대조, 11대조였다. 임진왜란 때 웅치 전투, 남원성 전투에서 활약한 충장공 이복남(李福男)의 9대손이 된다. 어머니 경주이씨는 인조, 효종 때의 정승이자 대장 정익공(貞翼公) 매죽헌 이완(梅竹軒 李浣)과 조선 개국 초기의 정승 정순공(靖順公) 이성중(李誠中)의 후손이다. 그는 부계, 모계로도 모두 신라 개국공신 알천양산촌장(閼川楊山村長) 표암 이알평(瓢巖 李謁平)의 먼 후손이 된다.
형제로는 형 이한익(李漢益), 동생 이한정(李漢鼎) 등이 있다. 동생 이한정은 삼촌 이온영(李溫榮)의 양자가 됐는데, 삼촌 온영(溫榮)은 다시 자신의 9촌 아저씨 기석(箕碩)의 양자로 입양된 상태였다. 삼촌 이온영은 문성공 안향(文成公 安珦)의 후손 순흥안씨(順興安氏) 안원(安源)에게 출가한 딸 1명만 두고 아들이 없어, 그의 동생 한정이 후일 양자로 갔다. 그밖의 형제자매의 존재 여부는 알 수 없다. 6.25 전쟁 이후 그의 가계는 몰락하고 가족은 흩어졌으므로 가족관계에 대한 기록은 다소 불분명하며, 족보에는 2명의 형제만이 이름이 나타나 있다.
그의 선대는 경기도 광주군 언주면 신원리 일대에 살다가 고조부 이상구의 형제 대에 충청남도로 낙향했다. 고조부 이상구는 예산군 대흥면 지곡리에, 이상구의 형 이덕구는 충남 면천군 복포(후일의 충청남도 당진시 송악면 복운리)에, 형 이형구, 동생 이정구는 당진군 송악면 복운리 일대에 정착했다. 그러다 아버지 이준영의 대에 충청남도에서 강원도 춘천으로 이주해왔다. 그의 일가가 충남으로 간 사연은 기록이 없어 알 수 없다. 매일신보 1929년 11월 26일자 기사에는 원 충남도산(元 忠南道産)이라 하여 그의 원적지가 충청남도인 것이 보도되기도 했다.
체구는 작았는데, 성인이 된 뒤의 그의 키는 다른 매일신보 기자에 의하면 '5척 3,4촌(약 160.59cm ~ 163.12cm)을 넘을까말까 하는 작은 몸'이라 한다. 경성지방검사국 문서에 의하면 성격은 온순했다 한다.

#### 소년기
1931년 당시 경성지방법원 검사국에서 각 신문, 잡지 특파원의 신상기록을 조회한 자료에 의하면 그는 10세부터 21세까지 한문 수학한 것이 최종학력으로 나타난다. 그가 후일 정식 학교 과정을 입학했는지, 중퇴했는지 여부는 기록이 사라져 알 수 없다. 소년기의 기록은 전하지 않는다.
뒤에 강원도 춘천군 춘천면 사창리 13번지(후일의 춘천시 소양동 소양로 2가, 소양로 3가 일부)로 이사하여 생활하였다. 10세 때부터 21세까지 한문(漢文)을 수학하였다. 그가 춘천군 동면 장항리(후일의 춘천시 동면 장항리)에서 춘천군 춘천면 사창리(후일의 춘천시 사창동)로 이사한 사유, 시점은 기록에 나타나지 않는다.
그는 한학(漢學)을 수학했지만 후일 그는 불교(佛敎) 신자로 개종한다. 유교를 버리고 불교 신자로 개종한 시점, 개종 이유는 기록이 없다. 1927년에는 불교 신자로서 지역 불교단체에 참여했고, 매일신보에도 보도되었다.
이후 강원도 춘성군 춘천읍 사창리(후일의 춘천시 사창동)에 있던 강원인쇄합자회사(江原印刷合資會社)에 입사, 사원으로 재직했다. 이때 그는 사장 박찬우(朴贊祐)를 성실히 보좌했다 한다. 1931년의 조선신문 5월 16일자 읍의회 의원 후보자 소개 보도에 의하면 그는 강원인쇄합자회사에서 열심히 일했다 한다. 그의 강원인쇄회사 입사일과 퇴사일은 기록이 전하지 않는다.
그는 양반의 후손인데 상업과 기업 운영에 참여했다. 그가 상업, 기업, 언론 활동을 하면서 남긴 기록, 회한은 그가 남기지 않았는지 계속된 전쟁으로 파괴, 멸실됐는지 여부는 기록이 없어 알 수 없다. 춘성군 북산면 출신으로 양촌 권근의 후손 안동권씨 권종철의 딸과 혼인, 이회근, 이형근, 이홍근, 이애경 등 3남 1녀를 두었는데, 이 중 셋째 아들 홍근은 경기고 재학 중 6.25 전쟁이 발발하고 실종됐다. 딸 이애경은 춘천여자고등학교 제1기 졸업생이었다. 이애경은 훗날 남편 이수근과 캐나다 토론토로 이주했다.

### 매일신보 입사, 기자 생활

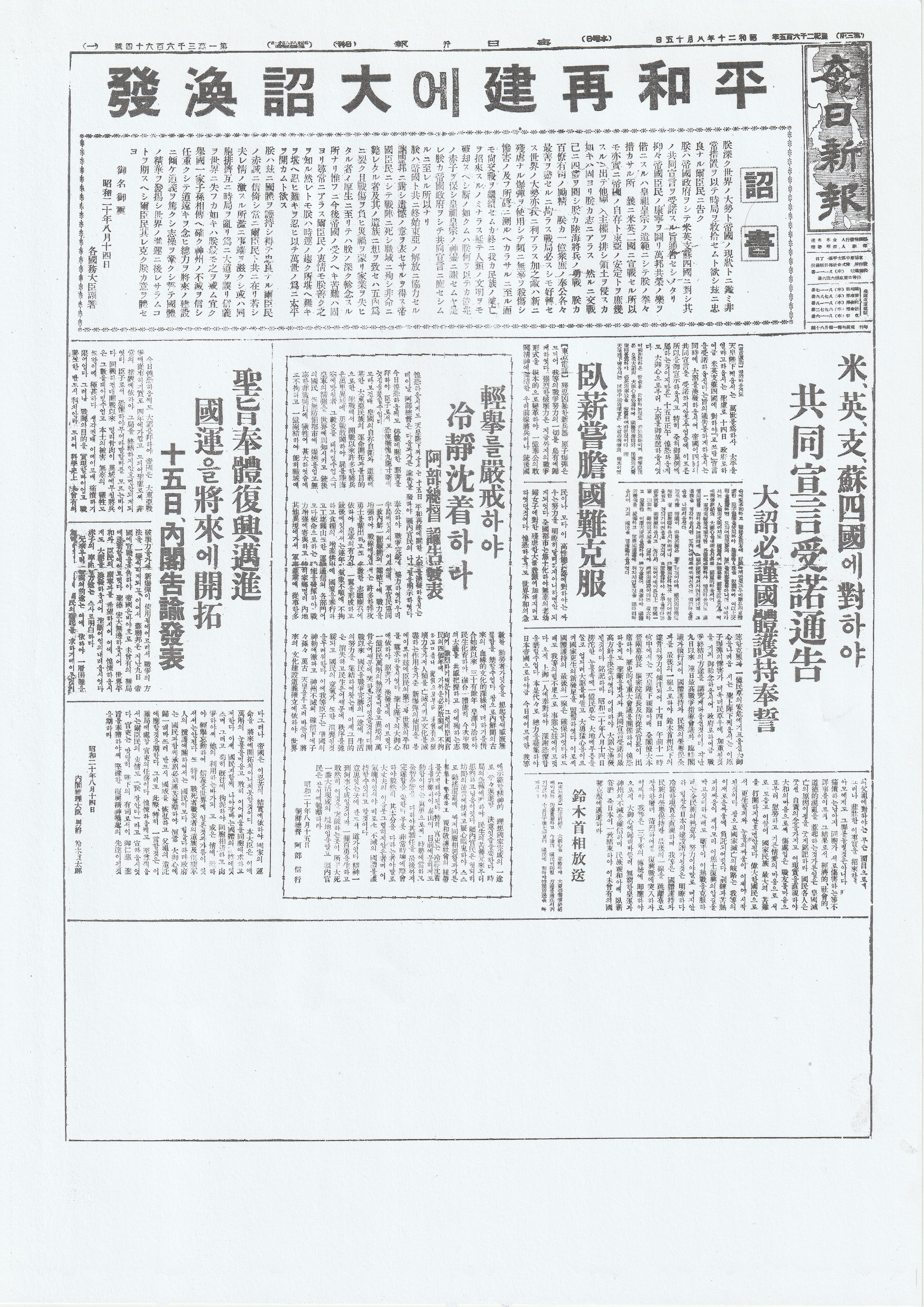
매일신보 신문

1919년 5월 21일 매일신보사에 입사하였다. 이후 매일신보사 춘천지국 기자로 활동했다. 1924년 6월 20일 당시 매일신보사 특파원 재직 중이었다. 1924년 당시에는 춘천군 춘천면 사창리 13번지에 거주 중이었다. 매일신보사 춘천지국 총무에 임명되고, 기자 겸 신문지국 총무직을 겸임했다. 그밖에 그는 춘천지역 기자들 모임, 강원도, 춘천 내 고등학교 설립, 유치 운동에도 적극 참여, 활동했다. 또한 그는 매일신보사 춘천지역 특파원에 겸임되었다.
1920년 3월 2일 춘천 출신 매일신보 본사 기자 겸 시인 물재 송순기(勿齋 宋淳夔)가 춘천군 부내면 사창리를 방문, 매일신보 춘천지국 총무 자격으로, 춘천지국장 강근흠(姜瑾欽)과 함께 환대하였다.

1922년 3월 8일 춘천군 춘천면 허문리(虛門里, 후일의 춘천시 중앙로 1가, 소양동에 편입됨)에 있는 허문리 예배당에서 춘천지역 유지들이 모여 강원도고등보통학교 기성회를 조직할 때 이사의 한 사람으로 참여하였다. 그해 명륜당 내에 임시 개교한 수춘학관 개교 비용 마련을 위해 최양호, 김용소(金容召) 등과 함께 적극적으로 기금 모금 활동을 추진하였다. 1923년 9월 조선일보에서 각지의 유지에게 만주 용정촌 동흥중학교 설립 기금을 모금할 때, 그는 성금 5원을 기탁하였다.

### 신문기자 근무 및 사회단체 활동
1922년 7월 28일 춘천고등보통학교 기성회에서 기금 모집에 착수, 제1대(隊)(인제군 방면), 제2대(홍천 횡성 원주 평창 정선 등), 제3대로 나눠서 춘천고교 후원 기금 모집원으로 파견할 때, 제3대에 속해 이원영(李元榮) 등과 8월 11일부터 화천군, 8월 13일 김화군, 8월 15일 철원군, 8월 17일 평강군, 8월 19일 강원도 이천군, 8월 23일 회양군 등을 방문하며 기금 모금활동을 했다.
1922년 10월 최양호(崔養浩)의 사립 수춘학관(壽春學舘)의 설립을 후원하였다. 수춘학관은 6월 23일부로 설립 인허가를 얻었으나 개교하지 못하다가 그해 10월 17일에 개교, 그는 10월 17일 수춘학관 개교식에 참여, 설립 경과 보고를 하였다.
1923년 조선 전국적으로 자발적인 토산물 장려 운동에 호응, 그해 3월 30일 김영모(金永模), 정태영(鄭泰永), 지규문(池奎汶), 이승진(李承震) 박창훈(朴昶勳), 박찬우(朴贊祐), 심원섭(沈元爕), 최양호(崔養浩) 등과 직물회사 설립을 정하고, 춘천직물주식회사 공동 창립 발기인의 한 사람으로 참여했다. 춘천직물주식회사는 춘천면 우두리 박찬우의 경영인 기업소 건물에 마련되었다.
1923년 8월 황해도 등에 수해가 발생했다. 8월 22일 오후 8시 춘천군내 각 단체의 주최로 춘천상업조합 건물에서 30여 명이 모여 회합, 한반도 서부 지방의 수해 구제를 목적으로 조직한 서선수해구제위원회(水災救濟委員會) 창립에 참여하고 상무역원의 1인으로 선출되었다. 9월 5일 춘천수제구제회 상무위원에 임명되었다. 그해 수춘학당 최양호 교장이 사재 5백원을 기탁하고, 그는 각지를 다니며 춘천 수춘학당의 기금 모금을 노력하였으나 수춘학당은 경영난에 빠졌다.
1924년 5월 17일 매일신보사 강원지국장 강근흠(姜謹欽)이 해임되고 춘천지국장 박찬우(朴賛祐)가 임명되었으며, 신임 춘천지국장 박찬우에 의해 춘천지국 총무 겸 기자에 유임되었다. 7월 23일 오후 4시 춘천공립보통학교에 춘천지역 유지 50인과 모여 수양단 춘천지부 창설에 참여하고, 정단원(正團員)에 선출됐으며, 당일 김창섭(全昌燮), 김현준(金鉉俊) 등과 함께 수양단 춘천지부 공동간사(8인) 중 1명에 피선되었다.
1925년 춘천번영협회 조직 준비에 참여하였다. 1925년 4월 16일 오후 1시 춘천면면사무소에 주민 대표 50인이 모여 춘천번영협회 조직을 결정, 춘천번영협회 창립위원에 이동근(李東根), 최양호(崔養浩), 황영신(黃泳信), 김요섭(金要爕), 엄중환(嚴中煥), 김영한(金泳漢), 신구현(申九鉉) 등과 공동으로 선출되었다.

### 지역사회 활동
1925년 강원도청을 옮기려는 움직임이 있자, 그해 12월 26일 오후 2시 춘천군 군내면사무소에 모여 이동근(李東根) 김영모(金泳模) 신구현(申九鉉) 등과 함께 강원도청이전 반대운동을 추진했다. 강원도 도평의회 의원(철원군 지역구) 고하운(高河運) 외 4명의 강원도 도평의회 의원이 강원도청을 철도 연선 방향으로 이전하자는 의견을 제출하자, 1월 8일 춘천시민 및 춘천 민간유지 20명이 모여 춘천시의 사활문제라며 강원도청 이전 반대 시민대회를 개최했고, 1월 10일 춘천보통학교에서 다시 강원도청 이전 반대 시민대회를 개최할 때 김영모(金泳模), 신구현(申九鉉), 이강우(李康雨), 이동근(李東根) 등과 기초위원의 한 사람으로 선출됐다.
1926년 3월 2일 오후 6시 춘천시내 각 신문사 기자들의 간담회에 참석, 모임 간사 2명 중의 1명으로 선출되었다. 5월 2일 오후 6시 춘천 동흥관에서, 춘천읍내 각 신문기자들이 일치단결할 필요가 있다는 이유로 춘천기자단 창립총회에 참석, 창립 회원이 되었다. 그날 춘천기자단 간사 2인 중 한 사람에 선출되었다., 그날 10시에 귀가하였다.
1927년 5월 9일 춘천군민이 모여 하루종일 신연강(新淵江 또는 新延江) 철교 가설문제를 토론, 경성 조선총독부 당국에 파견할, 신연강 철교 설치 진정위원 6인 중 1명으로 선임, 5월 15일에 경성으로 파견되었다. 1927년 5월 22일 경성부의 5개 마을의 진(津)과 춘천을 연결하는 신연강교(新延江橋) 가설을 탄원하는 신연강교 가설진정위원(新延江橋 架設陳情委員)의 한 사람으로, 이동근(李東根), 남상학(南相鶴) 등 7명과 경성부를 방문, 황금정 3정목 녹옥여관(綠屋旅舘)에 투숙, 조선총독부에 진정서를 제출, 당국자를 설득했다.
춘천금융조합 평의원 등을 역임했다. 1927년의 춘천면 면협의회 의원 선거에 후보자로 출마했으나, 낙선하였다. 1927년 6월 27일 경성군 어량면 동일청년회 임시총회가 개최되고, 그는 역원의 한 사람으로 피선되었다. 1927년 4월 3일 월남 이상재(月南 李商在)의 장례식에 조문, 부의금 5원을 기탁했다. 그는 기자 생활을 하면서 지역 사회단체 활동에도 참여했다. 매일신보에 의하면 그는 '강원지국총무로써 사회봉사적 신념 아래 "춘천을 위하야 희생하겠다"는 사명감을 밝혔다' 한다.

### 청년단체 참여
1920년 8월 9일 함경북도 경성군 어랑면의 지역 청년 차원순(車元淳) 외 7명의 주도로 설립한 동일청년회의 창립에 참여하고, 청년회 음악부장에 선출되었다.
1922년 6월 17일 춘천보통학교에서 춘천청년동지회(春川靑年同志會) 창립에 참여, 김병역(金炳易), 홍종오(洪鍾五), 박윤태)朴潤泰) 등과 춘천청년회 공동 간사의 한 사람에 선출되었다.
1927년 7월 23일 오후 8시 춘천읍 춘천상업조합 건물에서 조직된 춘천의 지역 청년의 모임인 춘천산업청년회(春川産業靑年會) 창립에 참가, 춘천산업청년회 특별회우의 한 사람으로 선임되었다. 춘천청년산업회는 산업(양봉, 양잠, 양계, 농장), 농작(밭농사, 임업)에 종사하는 춘천지역 청년 단체였다. 개최 장소는 차이가 있어 매일신보에는 춘천상업조합 건물이라 보도하고, 중외일보는 춘천 기독교회 강당이라고 보도했다.

### 춘천면, 춘천읍회의원 재임

#### 제3대 춘천면협의회 의원

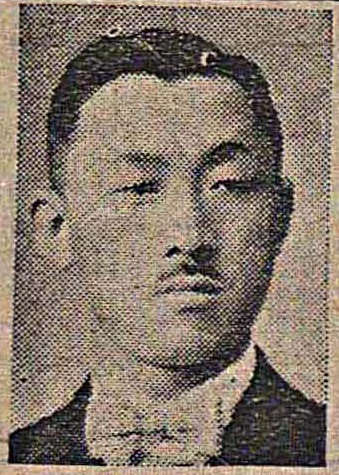
이한복

1927년 9월 춘천면 면협의회 의원 중추야(中秋野), 박영주(朴泳柱), 산중제(山中諸)가 사임하자, 9월 23일에 열린 제3대 춘천면 면협의회 의원 보궐선거에 출마, 후보자 중 44표를 받고 1등으로 당선되었다. 1927년 9월 23일부터 1929년 11월 20일까지 제3대 춘천면협의회 의원이었다. 그는 춘천면협의회 의원, 춘천읍의회 의원으로 재직하면서 동시에 기자 활동, 매일신보사 춘천지국장, 강원지사장직을 겸직했다. 그밖에 춘천번영회 간부직도 겸하고 있었다. 전 춘천금융조합 평의원이었다.
1927년 10월 30일 오후 1시 춘천보통학교에서 열린 조선불교단 춘천지부(朝鮮佛敎團 春川支部) 발회식에 참석, 조선불교단 춘천지부 평의원의 한 사람에 선출되었다.
1928년 1월 18일 매일신보사 전북지국장 박정순(朴正純)과 함께 경성 매일신보 본사에 출장, 1월 19일 그는 춘천으로 귀임하였다.
1928년 3월 10일 춘천노동공제회(春川勞働共濟會) 회원 500명이 조선식당 대흥관(大興館)에 모여 노자협의(勞資協議) 후 역원을 개선(改選)할 때, 이강우(李康雨) 등과함께 간사로 피선되었다. 1928년 5월 용무차 충남 당진을 방문했다가, 5월 15일에 경성부로 올라왔다. 당진을 방문한 목적, 방문자는 기사에 나타나지 않는다. 1928년 9월 23일 매일신보 춘천지국 총무로서 춘천고보 교장 좌등원장(佐藤元藏)을 수행해 강릉을 방문, 1박을 보내고 9월 24일 양양으로 출장 다녀왔다.
1928년 11월 8일 쇼와 천황이 각 지방에 어대전(御大典)과 사찬(賜饌)을 선물할 때, 강원도 지역 712명 중 1명으로 선정됐다. 12월 2일 정7위 훈 8등으로, 쇼와 3년 칙령 188호에 의해 대례기념장을 수여받았다.
1929년 3월 28일 오전 10시 춘천면사무소 회의실에서 개최된 춘천면 1929년도 예산심의안에 참석, 지규설(池奎卨) 의원 등과 춘천군 주최 축산품평회를 춘천면에 유치하는 문제 가결에 참여하고, 오후 13시 휴회 후 오후 13시 30분에 면협의회 개회후 근업비(勤業費), 오물 배출에 대한 위생설비 구축 등의 의결, 오후 4시 세입세출액 3만 8964원 가결 등에 참여했다. 1929년 11월 10일 그해 11월 22일로 예정된 지방선거에 춘천면협의회 의원 후보자로 입후보했다.

#### 제4대 춘천면협의회 의원, 초대 춘천읍협의회 의원

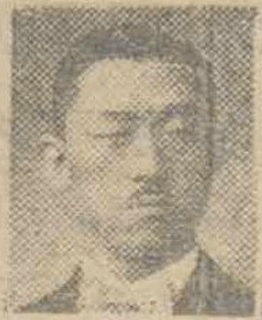
이한복
(1929년 11월 27일 춘천면협의원 당선 직후)

1929년 11월 20일 부군면협의회 의원 선거에 춘천면협의회 의원에 입후보, 춘천면협의회 의원에 당선되었다. 11월 20일의 선거에서 그는 총 10표를 얻어 입후보자 13명 중 10위로 당선되었다. 1929년 11월 20일부터 제4대 춘천면협의회 의원이었다. 1931년 4월 1일이 춘천면이 춘천읍으로 승격되어 면의회 역시 춘천읍협의회로 바뀌었다. 춘천읍협의회 의원으로 재직하면서 동시에 매일신보 춘천지국, 강원지사 업무를 계속 겸하였으며 기업 활동에도 종사했다.
1930년 7월 6일 오후 1시, 춘천 송내옥(松乃屋) 식당에서 강원도 춘천관내 조선문, 일본문 신문기자들이 모여 개최한 강원도 춘천관내 재 조일문신문지국기자단(朝日文新聞支局 記者團) 창립총회에 참석, 매일신보 강원지국 대표자로 참여했다.
1930년 전국에 수재가 발생하자 그해 춘천의 지역 유지와 모여 춘천면사무소에 모여 누차 회합한 후, 그해 9월 23일 그는 조선일보사에 수재의연금 2원을 기탁하였다.
1930년 7월 춘천의 지역유지들이 춘천면사무소에 모여 회합, 수재의연금을 각 호별 방문하여 모집하기로 결정했다. 강원도 내 풍수해 발생 관련 9월 28일 춘천면내 지역 유지들이 모여 수해 동정금을 모금할 때, 그는 2원을 모금하였다.
1931년 1월 5일 매일신보사 강원지국 총무 자격으로 지국 업무차 출장, 당일 김화군에 도착, 업무를 보고 1월 6일 창도(昌道) 방면으로 향했다. 1931년 1월 15일 황도근(黃道根), 최태호(崔泰浩), 박동훈(朴東勳) 등과 함께 강원도 춘천군 춘천읍 대판리 207번지에 소화무역합자회사(昭和貿易合資會社)를 설립하고 무한사원이 되었다. 이때 그는 자본금 1500원을 투자하였다. 3월 매일신보사 강원지국 총무로 지국 업무로 김화, 회양, 평강 방면 출장을 갔다. 3월 17일에는 김화군에 도착했다가 회양군으로 갔다.
2월 25일 오후 7시 30분, 춘천금융조합 누상에서 열린 춘천번영회 정시총회 임원 개선에서, 평의원의 한 사람으로 지명됐다. 4월 1일 춘천면이 읍으로 승격되면서 춘천면협의회는 춘천읍협의회로 이름을 바꿨다. 1931년 4월 1일부터 5월 21일까지 초대 춘천읍의회 의원이었다. 1931년 5월 10일 신태현(申台鉉), 정은섭(丁殿燮) 등과 협의하고 춘천읍의회 의원 후보 재출마를 밝혔다. 조선신문에는 오타가 나서 춘천면으로 보도되었다.

#### 제2대 춘천읍협의회 의원 재선

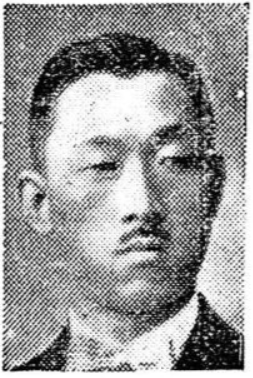
이한복 (1932년 7월 21일)

1931년 5월 20일 춘천읍 읍협의회 의원 후보자로 출마하였다. 당시 그의 직업은 인쇄업이었다. 경성일보에 의하면 그의 직업은 회사원이라 한다. 총 유권자는 338명이고 그 중 118명이 조선인이었다. 5월 21일의 지방의원 총선거에서 24표를 얻어 읍의회 의원 선거에 당선, 제2대 춘천읍의회 의원이었다. 5월 23일 신임 읍의원 당선자 정은섭(丁殷燮), 신태현(申台鉉) 등과 당선어례를 조선신문에 광고 게재하였다. 읍의회 의원을 하면서 그는 인쇄소 일과 매일신보사 춘천지국 총무 겸 기자 일, 인쇄소, 화재보험 대리점 점주 일을 계속 병행, 겸업하였다.
1931년 5월 충남 아산에 있는 충무공 이순신 묘소와 위토가 경매로 넘어가게 되었다. 1931년 6월 23일 이충무공 묘소 위토에 성금 30전을 기탁하였다. 이때 그는 춘천읍 강원인쇄제지합자회사 이한복(江原印刷合資會社 李漢復)의 명의로 성금 30전을 기탁했다.
1931년 7월 26일 열린 춘천읍의회에서, 춘천읍회의원 정은섭(丁殷燮)과 공동으로 '행정구역급 명칭 변경안'을 발의하였다. 내용은 춘천읍과 가깝고 밀접한 동리를 춘천읍이 편입하는 것으로, 춘천군 동내면 석사리, 후평리, 신남면 퇴계리, 신북면 우두리 등이었다. 강원도지사에게 청원할 것을 발의하였다.
1931년 무렵 그는 매일신보 춘천지국, 인쇄소, 제지소 외에도 화재보험사 춘천 대리점을 운영하고 있었다. 1931년 11월 15일 오후 1시 춘천읍내에 있는 각 화재보험사 대리점 점주 10명과 춘천읍내 환가식당(丸加食堂)에 모여 회동, 조선 각지의 화재보험사들은 보험료를 인상하기로 결의했으나, 춘천읍내의 화재보험사들은 보험료를 인하할 것을 만장일치로 결정했다. 곧 인하요망 결의문을 채택, 공동 서명하고 이어 춘천협정화보구락부(春川協定火保俱樂部) 명의로 발표했다. 같은 날 춘천지역 화재보험사 대리점 점주들과 춘천협정수보구락부(春川協定水保俱樂部) 조직하고 회원이 되었다. 11월 15일 오후 4시 산회하였다. 결의문은 곧 대일본화재보험협회 조선지방지회(大日本聯合火災保險協會 朝鮮地方支會)에 전달되었다.
1932년 3월 24일 춘천읍의회실에서 개회되어 3월 24일, 3월 25일 양일간 열린 춘천읍의회에 참석, 1일차에는 1931년도 춘천읍 세입세출경정예산 건, 춘천읍에서 추진하는 공사의 청부 노동력 공급 건, 매매 대부에 대한 규칙을 신설 건 심의에 참석했다. 첫날 예산안 심의 결과 전년도보다 읍 예산 5천원 증액안 찬성에 동참했다. 읍의회 2일차에는 읍의회 의장에게 "시장(市場)을 한 곳으로 통일시킬 수 없는가"라고 건의하여 읍의장에게 고려하겠다는 답을 받았다.
2일차에 그는 읍사무소 직원 황모(黃O)에게 "춘천읍 아동리(衙洞里, 후일의 춘천시 교동, 봉의동, 옥천동 일대) 공동묘지에 통하는 수도(水道)는 왜 개보수하려 하지 않는가"라고 질의, 황 주사는 "거기는 이장할 남은 장소도 얼마 없는 곳인데 점차적으로 개수하려 한다"는 답을 받았다. 이어 그는 "현재의 편리병원 병사 부근에도 인가가 자꾸 늘어감으로 타 처로 (편리병원을) 이전할 필요가 있지 않는가"라고 질의하자, 읍의장은 시가의 발전 팽창에 반하여, 불원간 다른 곳으로 옮겨야 하겠다"고 답했다. 그는 다른 춘천읍의회 의원 노지마 로쿠로우(野島六郞)에게 "노지마 군은 사창리 고개에다 수도(隨道)를 만드 계획인 듯 한데 9백원으로 족한가? 위세(委細)를 설명해다오" 라고 질의, 읍 직원 황모가 "계속사업으로 할 것과 수도의 방향 등을 설명했다. 이어 이한복은 노지마, 야마가(山中) 읍의원 등과 각각 (시내) 앞 거리로부터 먼저 해가야 할 것이라고 역설했다. 2일차에 읍의장의 산회 선언과, 3월 25일 오후 5시에 산회하였다. 산회 후 춘천의 강원도 소속 국유림 봉의산(鳳儀山)을 공원화 하자는 의견에, 읍의원 일동과 공동 찬성하였다.
1932년 4월 16일 오전 11시 춘천금융조합 누상(樓上)에서 열린 제11회 춘천금융조합 정시총회(春川金融組合定時總會)에 참석, 의결에 참여하고 같은 날 춘천금융조합 임원을 개선할 때, 춘천금조 평의원의 한사람에 선출됐다.
1932년 춘천에 약령시장(藥令市場) 유치 운동에 참여했다. 그해 6월 20일 오후 1시 춘천읍사무소 회의실에서 열린 토론회에 참석, 춘천약령시 설치, 춘천여자고등학교 설립 문제를 논의하고, 지역 발전을 위해 약령시를 설치해야 한다는 의견에 동의하였다. 그날 춘천약령시 설치준비위원회(春川藥令市 設置準備委員會) 조직에 참여하고 신태현(申台鉉), 차진순(車鎭舜), 조택기(趙基澤), 신구현(申九鉉), 최양호(崔養浩), 박동근(朴東根), 박창훈(朴昶勳) 등과 함께 춘천약령시설치준비위원회 위원의 한 사람에 선임됐다.
1932년 7월 21일 동아일보사 주최 궁민구제대책 지상좌담회에 참여하였다. 9월 8일 매일신보사 강원지국 총무 겸 기자에서 해임되었다. 해임 사유는 공개되지 않고, 해임 내용만 매일신보 1935년 9월 9일자부터 9월 15일자에 게재되었다.
1933년 5월 30일 오전 11시 춘천읍 약사리 송림(松林)에서 열린 춘천상공회 정기총회(春川商工會 定期總會)에 참석, 춘천상공회 의원에 선출되었다. 당일 오전 12시에 회합 장소를 춘천농업고등학교 뒷산으로 옮겨서 회의를 진행했다 한다. 춘천농림학교(春川農業學校, 강원생명과학고등학교의 전신) 소유 산송림에서 개회했다고도 한다. 이때 개선된 신규 역원 중 춘천상공회 평의원의 한 사람으로 선출되었다.
5월 31일 오후 4시 춘천 정명여학교 강당에서 열린, 춘천 정명여자고등학교 후원회에 참석, 정명여고 후원회 임원을 개선할 때 정명여고 후원회 이사에 선임되었다. 1933년 7월 7일 당시 종7위 훈 8등으로, 1932년도 칙령 제145호에 의한 조선 1932년 국세조사기념장(朝鮮昭和5年國勢調査記念章) 수여 대상자의 한사람으로 선정되었다.

#### 매일신보 강원지국장 활동 및 사회단체 활동
1933년 7월 매일신보 본사 영업국으로 발령난 윤일선(尹一善)의 후임으로 그가 매일신보사 강원지국장에 임명됐다. 7월 19일 매일신보 강원지국장(每日申報 江原支局長)에 임명되었다.
1933년 7월 19일 매일신보사 강원지국장에 임명되었다. 12월 9일 강원도 춘천군 춘천읍 본정 2정목(本町 2丁目) 16번지에 출판사 겸 인쇄소 동선인쇄주식회사(東鮮印刷株式會社)를 설립, 대표이사가 됐다. 당시 그는 강원도 춘천군 춘천읍 본정 2정목 35번지(후일의 강원도 춘천시 중앙로 2가 35번지)에 거주 중이고, 동선인쇄주식회사는 춘천군 춘천읍 본정 2정목 16번지에 있었다. 인쇄업을 하였으나 후일 어느 시점에는 서점에 납품되는 도서출판도 하게 되었다. 도서출판을 시작한 시점 기록이 사라졌지만, 신정 사례의범(新訂 四禮儀範)을 발간, 표지는 조선시대 문집 양식으로 발간한 것이 1부 강원도 춘천문화원 춘천학연구소에 21세기에 전해졌다.
1933년 9월 6일 감서(甘蔗) 강원도청 내무부장이 원주군 수해현황 및 농촌갱생모범촌락을 시찰하기 위해 원주를 방문, 당일 오후 6시 원주 유지 및 오니시(大西) 원주경찰서장, 조전(朝田) 원주금융조합 이사 외 수명의 내빈과 그는 매일신보사 강원지사장 자격으로 영접하였다.

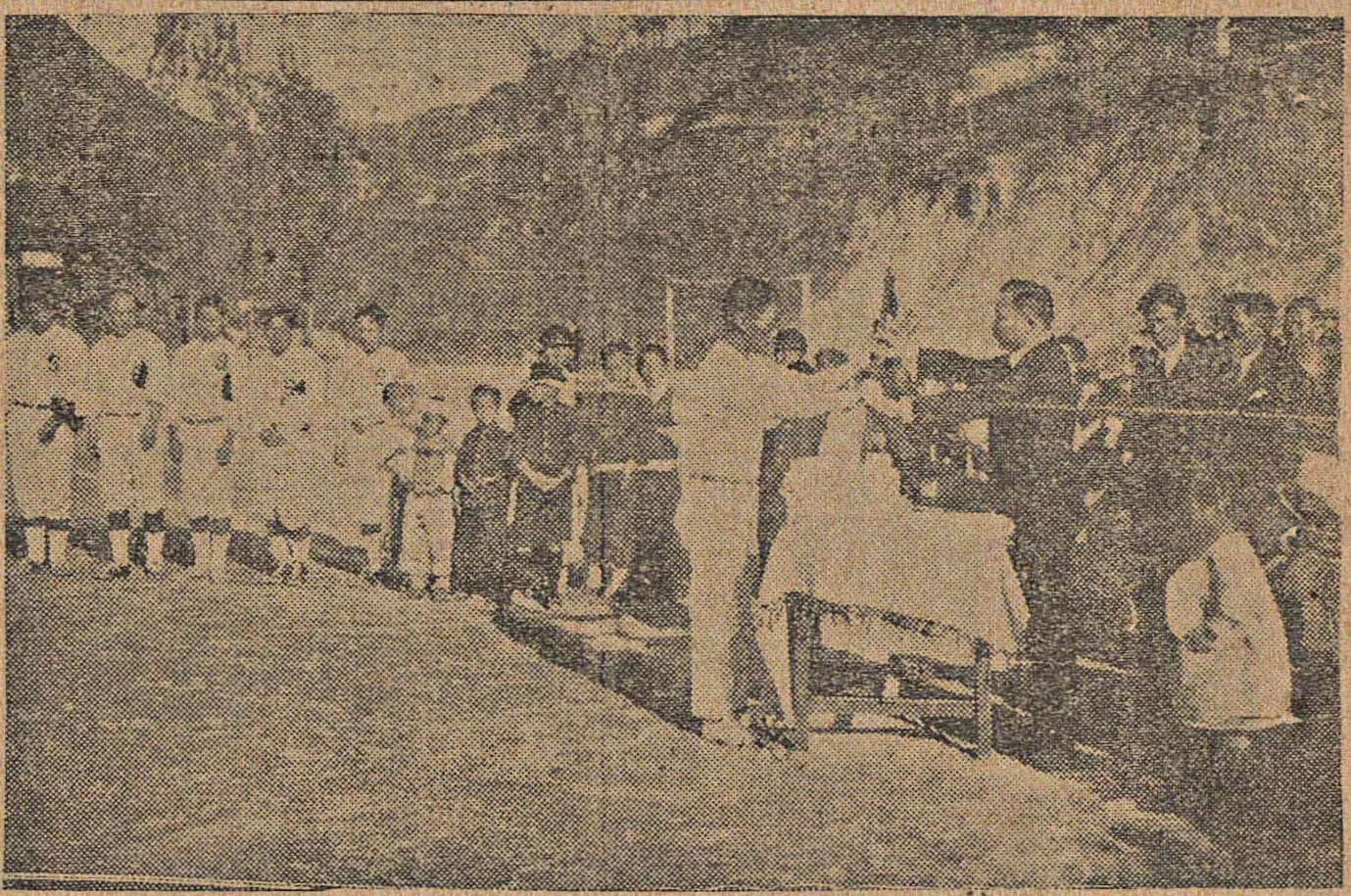
1933년 11월 3일의 강원도 춘천연식야구대회 시상식
(좌측 우승기 수여자는 일본인 강원도체육회장 감서(甘蔗), 감서 뒤편 둘째 줄에 선 이가 이한복

1933년 10월 6일 오전 10시부터 춘천읍 주최로 읍회의실에서 천기(川岐) 춘천읍장 이하 읍회의원, 지역인사, 내빈, 남용(襤容) 춘천경찰서장, 산중(山中) 강원도회의원, 신문기자 등이 참석하는 춘천발전좌담회(春川邑發展座談會)에 참여했다. 패널로 참여, 제2차 토론 소양강교준공축하준비의 건 제안에 "기성회로서는 끝끝내 기부이행을 하지 않는 사람을 다시 일일이 방문하여 사정이 할수 없이 못하는 사람 또는 있으면서도 이행안하는 사람을 조사하여 최후로 기성회원 제씨가 맹렬히 활동하여야 원만히 진행되기를 바라는 바이외다"라 했다.
1933년 11월 3일 매일신보 강원지국에서 주최하는 강원도연식야구대회를 진행, 주관하였다. 대회 결선팀 강원도청 토목과 대 강원도청 산업과 결전에서 토목과팀이 우승, 상품을 수여했다.
1933년 11월 18일 소양교기성회(昭陽橋期成會) 심의에 참여, 기부금 중 미납액 2495원 중 2065원을 징수하기로 신구현(申九鉉), 후등, 고교 등 위원들과 적극 노력하고, 20일까지 수금할 것을 결의했다. 11월 19일 매일신보사 강원지국장으로 지국 용무로 경성과 철원 방면 출장을 다녀왔다.
1934년 4월 20일 오전 11시 춘천금융조합 사무실에서 열린 제13회 정기총대회에 참석, 재산목록, 사업보고, 잉여금처분 등 사항을 가결한 후, 감사, 평의원의 임기 만료로 인한 신임 임원 선출시 평의원의 한 사람으로 선출됐다.
1934년 4월 29일 오후 1시에 소양헌(昭陽軒)에서 열린 춘천기자단 총회 규약 일부 개정 및 임기만료 역원 개선에 참석, 평의원에 선출됐다.
1934년 5월 31일 오전 11시~오후 3시 소양정(昭陽亭)에서 개최된 춘천상공회 1차 총회에 참석, 춘천상공회 평의원에 선출되었다.
1934년 6월 19일 오전 10시 춘천공립보통학교에서 열린 춘천공립보통학교 후원회 정기총회에 참석, 춘천제2공립보통학교 기성회 역원을 선출할 때 춘천제2공립보통학교 기성회 위원의 한 사람으로 선출됐다.
1934년 10월 20일 강원도에서 농지령 실시와 동시에 지주회, 각 부군 내무국장, 경찰서장, 민간 인사를 소집할 때 참석, 춘천지역 소작위원에 임명되었다. 춘천군소작위원회 예비위원에 임명되었다. 1934년 12월 3일 매일신보사 강원지국장 자격으로 국무로 본사를 방문, 12월 4일 되돌아갔다.
1934년 통천군 고저리 고저항(庫底港)이 동해북부선 개통 후 물자가 각 역을 이용해 철도로 운송되어 회양군에서도 통천을 경유하지 않고 추지령을 통과하게 되어 고저항 상권이 피폐해지자, 포항리(浦項里), 총석(叢石) 주민들이 순령면사무소에 모여 고저항번영회를 조직할 때, 참여하고, 고저항번영회 고문의 한 사람에 위촉됐다. 1935년 1월 29일 강원도 흉년 이재민 의연금으로 1백원을 춘천 이한복 본인 명의로 매일신보사 강원지국에 기탁했다.
1935년 2월 21일 동선인쇄주식회사 사장 자격으로 매일신보사 본사를 방문, 당일 퇴원하였다. 어떤 용무였는지는 신문지상에 나타나지 않는다. 2월 22일 매일신보사 강원지국장 자격으로 지국업무차 본사를 방문, 온정리(溫井里)에서 1박 후 통천을 방문했다.
1935년 3월 25일 오전 10시부터 춘천읍 회의실에서 열린 춘천읍의회에 참석, 1935년도 세입세출예산 8만7192원의 집행 심의에 참여했다. 이때 그는 '수도 사용료의 고가를 염가로 규칙을 개정하여서 읍민 전부가 사용하게 하면, 읍 수입이 증가될 것이며, 일반음식점에서 불량정수를 사용함으로 비위생적이라는 설명을 하고 수를 다량으로 소비하는 차(此)와 같은 음식점과 이발소 등에 경찰과 연락하여서 전용 수를 사용케 하면 위생적이요, 수도 사용료도 많아질 것을 역설하였다. 의장으로부터 규칙개정은 곤란하여 각지의 수도규칙을 청하였으니, (각 지역 수도요금 규칙이) 래도 후 참고로 보아서 개정할 점은 개정하겠다 하였다. 오후 1시가 되어 휴회 후 중식 후 오후 1시 40분부터 세입임시부문 질의가 속개되고, 오후 4시 10분에 산회하였다. 3월 27일, 그해 5월 21일에 있을 부읍면회의원 선거에 유력 출마자의 한 사람으로 지명되었다.

#### 제3대 춘천읍회의원 재선

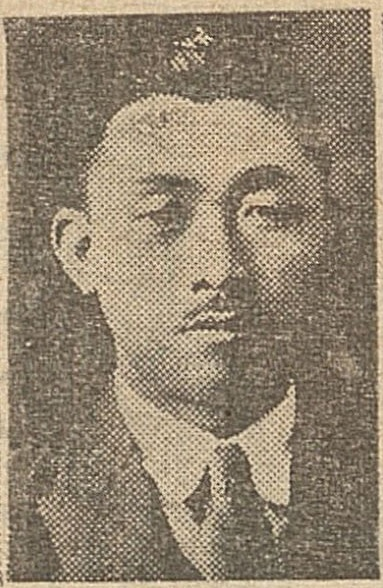
이한복 (1935년 6월 14일)

1935년 5월 지방 읍면협의회 선거 시 현역 의원으로 정은섭(丁殷燮) 의원 등과 함께, 다시 출마하지 않겠다 선언하였으나, 다년간의 군정 경험, 새로 출마하는 신(新) 의원만으로는 읍정 업무의 곤란함 등을 이유로 주민들이 재출마를 권고하였다. 5월 16일 현역 의원 정은섭(丁殷爕), 신구현(申九鉉) 등과 함께 불출마를 선언했으나, 5월 17일 당시 춘천읍회의원 후보자로 입후보했다. 5월 21일 춘천읍협의회 의원 12명 선발에 후보자 중 26표를 얻어, 10위로 읍협의회 의원에 당선되었다. 매일신보에 의하면 총 26표를 얻었다 하고 조선일보에 의하면 25표로 나타난다. 5월 22일 춘천읍의회 의원에 최종 당선 확정되었다. 총 26표였고, 구 직업은 기자(舊 記者)라 하였다.
5월 26일 매일신보 조간 4면 12단에 춘천읍회의원 당선자 박동훈(朴東勳), 박기영(朴基永), 정은섭(丁殷燮), 황정근(黃定根), 신구현(申九鉉) 등과 공동으로 당선사례 광고를 실었다. 춘천읍회 의원으로 재임하면서 매일신보 강원지국장 업무를 겸임했다.
1935년 6월 매일신보사 강원지국장으로 지국 업무로 경성을 방문했다가, 6월 2일 경성을 출발하였다.
6월 11일 오후 1시 춘천읍의회 신임 의원 당선자 인사 및 읍의회 개회에 참석했다. 이때 그는 황, 박정근(朴定根) 전 의원 대신 당선된 새 의원 2명에게 감액 보조비 부활방안은 공동의 문제라며 사창리 도로 보수, 구 시장 도로 개수예정지를 말하였다. 6월 11일 오후 1시부터 춘천읍회의실에서 열린 춘천읍의회에 출석, 1935년도 춘천읍 일반회계 세입세출 추가 경정예산급 읍유토지매각의 건에 대한 심의, 신임 의원 좌석 결정, 회의록 서명, 읍장으로부터 추가예산설명 등이 있었다. 세로 부임한 읍장의 예산 보고 후, 질의에 그는 예산 복구를 요청했다. 그는 "읍장도 신임으로 오게 되었고 전회에 결정된 보조금 중 1천원을 도(강원도)에서 감소케 하였다는 것은 대단히 섭섭하다기 보담 유감으로 생각한다. 7천원 도로 개수비는 여하한 곳에 사용하겠느냐"고 하였다. 읍의회 의장으로부터 제1급하다고 하는 사창리 도로 등을 개수할 예정이라 하자, 그는 전번 읍의회 회의시에 구시장 도로를 개선하기로 결정되었는데 보조금이 1천원이 감소되었다고 구 시장통을 개수치 않는다면 나 등 의원의 면목이 없을 뿐 아니라 읍민은 일반으로 개수소성을 기대하는 중이니 금년에 시장통을 개수하여주는데 만일 못한다면 절대로 원안대로 승이할 수 없다 하였다. 이에 신구현 의원, 정은섭 의원 등 일반의원들이 찬성하자, 의장은 그 도로보다 급한 곳을 개수하자고 하여 오후 4시까지 논전을 벌였다. 결국 신임 춘천읍장이 도와 타협하여 보조금 1천원을 부활하도록 함과 시장통을 개수하겠다고 도와 의논 후 다시 심의하겠다고 하고, 나머지 안건은 전부 원안대로 가결하고 오후 5시에 산회하였다.
6월 14일 춘천읍의회에 참석, 1936년도 춘천읍 일반회계 세입출 추가변경예산과 세입 이금 4만913원, 경상부 변경정예산액 일금 4만9221원, 임시부변경정예산액 계 금 9만1304원에 대한 예산 심의에 참여했다. 6월 21일 ~ 6월 22일 지국 업무로 강원도 이천을 방문하고 귀임했다. 9월 1일 오후 7시~오후 10시 춘천공회당에서 열린 춘천신문기자단 주최 춘천지역발전 좌담회에 참석했으며, 사회자로 진행에 참여하였다.
9월 10일 오후 7시 춘천금융조합 정자 위에서 역원회를 개최, 고문, 평의원 40명 출석 하에 산중(山中) 회장의 제의로 철도부설, 읍내 도로 포장, 시가지 미화 등의 문제를 검토하는데 있어 여하의 희생이 필요하다며 기성회 설치를 제의하였다. 이날 춘천번영회원 40명이 선출한 10명의 경춘철도 기성회 설립 준비위원의 한 사람으로 선출됐다. 9월 10일 기성회 기초위원의 한 사람으로도 선출됐다. 조선중앙일보에는 오타가 나서 그의 이름을 李漢福으로 실었다.
11월 17일 매일신보사 강원도지국과 경성일보 춘천지국 주최, 춘천체육회 후원 전강원도연식야구대회](全江原道軟式野球大會)를 춘천고등보통학교 운동장에서 행사를 진행, 주관하였다. 오후 5시 우승자에게 우승기와 우승배를 수여하고 폐회하였다.
1935년 11월 23일 오후 7시 춘천금융조합에서 열린 경춘철도기성회 평의회(京春鐵道期成會 評議會)에서 회장 야마가 우타로(山中友太郞), 부회장 최양호(崔養浩), 춘천읍장을 대리하여 부읍장 황도근(黃道根) 등을 화천, 홍천, 양구, 인제 등 인근지역에 출장, 군(郡) 당국의 양해와 타 지역 유력자에게도 경춘철도기성회를 조직하도록 독려하고자, 파견을 결의했다. 11월 25일 오후 1시에 화천으로 출발할 것과, 또한 평의원 중 10명을 선발하여 주주 모집에 참여할 것을 결정했다.
1935년 11월 23일 오후 7시 춘천금융조합에서 열린 경춘철도기성회 평의회에 참석, 강원도 중부 지역 각 군에 경춘철도 건설에 동의를 구하는 대표단으로 회장, 부회장 등 회원 4명의 파견 결의에 참여했다. 11월 25일 화천군의 군청, 화천경찰서를 방문하고 같은 날 여관을 방문, 지방 유력자 20여 명을 초청하여 경춘철도의 취지를 설명하고, 동의를 얻어냈다.
1935년 11월 27일 경춘철도기성위원회(京春鐵道期成委員會) 부회장으로 회장 야마가 우타로(山中友太郞), 공동 부회장 최양호(崔養浩)와 함께 강원도 화천에서 양구, 인제 등을 방문, 해당 지역 관리, 주민에게 철도개통에 호응해줄 것을 요청했다. 27일 오전 양구면사무소(楊口面事貿所)에 방문, 관민 및 지역 유지 30여명과 27일 오후 7시에 인제군으로 가 여관으로 지역 관민 30여명을 초대하여 경춘철도의 요지를 설명, 경춘선 개통은 춘천만의 발전이 아니요 강원도 중부 요지의 발전책이며 양구군, 인제군 발전에도 기여함을 호소했다. 해당 지역에서도 경춘철도기성회 조직과 참여를 약속받았다. 11월 28일 홍천군을 방문했다.

#### 매일신보사 춘천지국장, 경춘선 열차 유치운동
1935년 12월 1일 매일신보사에서 강원도지국을 폐지하고, 각 지역별로 지국(支局)을 나눌 때 춘천, 화천, 홍천, 양구, 인제군을 관할하는 매일신보사 춘천지국장에 임명됐다. 매일신보 춘천지국은 춘천군 춘천읍 본정(후일의 춘천시 중앙로1 ~ 3가)에 있었다. 이때 평창군, 영월군, 정선군을 관할하는 평창군 평창면의 매일신보사 평창지국장을 당분간 겸무하고, 고성군, 통천군을 관할하는 고성군 고성면의 매일신보 고성지국장, 김화군, 회양군을 관할하는 김화군 김화면 읍내의 매일신보 김화지국장직도 당분간 겸무하게 됐다.
12월 16일 매일신보사 강원도특파통신원 겸 춘천지국장으로 임명되었다.
1936년 1월 14일 오후 1시 춘천읍사무소에서 열린 경춘철도기성회(京春鐵道期成會) 상임평의원회의에 참석, 주주 모집과, 우선 춘천읍내만 5개 구역으로 나눠서 주주 모집차 호별(戶別)로 방문하기로 정했다. 같은 날 춘천읍내 지역구별 평의원을 선출할 때 공요, 황정근, 박윤원 등과 함께 1구 소양통지역 담당 평의원에 선출됐다.
1월 17일 오전 11시 15분부터 경춘철도기성회(京春鐵道期成會)에서 민간 주주를 예약 모집, 춘천군을 5개 구역으로 나눈 뒤 소양통 주변에서 예약모집을 할 때 황정근(黃定根, 공요(孔濯) 등과 주주의 한 사람으로 당첨되었다. 또한 황정근, 공요 등과 전기회사에 모였다가, 주주 예약 모집 활동에 동참하였다. 1936년 3월 6일 ~ 3월 7일 양일간 매일신보 본사 주최 지방특파원 회의에 참석했다. 3월 6일, 3월 7일 매일신보사 자매지 경성일보사에서 열린 매일신보사 각 도 특파, 지국장 회의에 춘천지역 대표로 참석했다.
1936년 3월 19일 오전 10시 40분부터 열린 춘천읍의회 세입세출 예산 7만 2500원 심의회에 참석, 읍장, 부읍장에게 수도(水道)에 사용하는 신탄(薪炭)이 고등(高騰)하여진 것은 사실인데 금후 경춘철도가 실현되는 날에는 더욱 고등하여질 것이지 전력(電力)을 사용하도록 함이 경제상 유리하겠다는 것과 격리병사(隔離病舍)를 강원도립병원에 이관하는게 어떻겠느냐고 건의하였다. 1936년 4월 17일 오전 10시 15분 춘천공회당에서 열린 춘천금융조합 정기총회 참석, 업무보고 및 임원 선거에 춘천금조 평의원에 재선되었다.
1936년 5월 31일 오후1시 춘천 소양정에서 춘천상공회 임원 임기만료로 임원 재선출을 할 때, 평의원의 한 사람으로 선출됐다. 제8회 정기총회였고 오후 6시에 폐회하였다. 9월 12일 매일신보사 춘천지국장 자격으로, 강원도내 수해지가 발생하자 수해의연금을 기탁, 영동지방(嶺東地方) 수해지에 10원, 인제군에 10원, 춘성군에 수해의연금 10원을 각각 기탁하였다.
1936년 6월 7일 경춘선 철도 개통이 확정되자, 경춘철도기성회에서는 철도 실현에 직접, 간접적으로 후원, 원조를 해준 관계당국, 지방 인사에게 감사인사차 파견한 위원 5명을 파견했다. 경춘철도기성회 위원으로 그는 가평 지역을 방문, 감사인사를 하고 돌아왔다. 새 철도는 1937년 7월 20일 경춘선으로 명명되고 각 역의 위치가 정해졌다.
9월 12일 강원도의 이재민에게 성금을 기탁, 강원도 영동 지방(嶺東地方) 수해지에 10원, 인제군에 10원, 춘천군에 5원의 의연금을 기탁하였다.

#### 춘천미곡조합, 강원약업 경영참여
1936년 11월 9일 춘천읍사무소에서 실시한 춘천군미곡통제조합 제1구의 총대를 선출할 때 16표를 얻어, 15표를 얻은 박동훈(朴東勳), 11표를 얻은 이승화(李承華)와 공동으로 춘천미곡조합 제1구역 총대에 선출되었다.
1937년 강원약업주식회사(江原藥業會社) 설립 계획에 참여했다. 1937년 2월 25일 오후 3시 춘천읍내공회당에서 열린 강원약업주식회사 창립 총회에 참석, 정은섭(丁殷燮), 박면건(朴冕鍵) 등과 함께 취체역에 선임되었다. 강원약업은 춘천군 춘천읍 본정목 35번지에 있었으며, 약종류 무역 및 위탁판매업, 약초채취 재배였고, 자본금 총액 20만원, 주식 1주당 12원 50전이었으며, 그는 취체역의 한 사람으로 취임했다. 당시 그는 강원도 춘천군 춘천읍 본정 2정목 35번지(후일의 강원도 춘천시 중앙로 2가, 약사명동 35번지, 춘천 명동 닭갈비골목 서쪽)에 거주 중이었다. 같은 2월 25일 강원약업주식회사 이사에 취임했다. 그해 2월 15일 오전 10시, 2월 16일 오전 10시 매일신보사 부사장이 주관하는 매일신보사 특파원 회의에 강원도지역 특파원 자격으로 참석했다.
1937년 4월 25일 오전 10시 춘천공립보통학교에서 개최한 동교 후원회에 참석, 회무보고 및 1936년도 세입 세출 결산 보고 회칙변경, 역원(役員)개선을 할 때, 춘천공보 후원회 평의원의 한 사람에 선출되었다.
1938년 4월 5일 춘천번영협회 회의에 참석, 추가 간사 선출시 춘천번영협회 간사로 지명되었다. 1938년 4월 17일 춘천읍공회당에서 열린 춘천금융조합 정기총회에 참석, 임원 개선 시 대의원 333인, 위임 320인이 투표로 춘천금융조합(春州金融組合) 평의원에 선출되었다.

#### 경춘선 설치 운동 참여
그는 경춘선 철도 개통 운동에 참여했다. 지방민이 다년간 숙원하던 조선 중부 횡단 철도의 실현을 촉진하고자 춘천의 유지들이 모여 서울-춘천간 철도를 실현시키고자 지역유지 다수가 모여 기성조직을 계획, 그도 여기에 참여했다. 지역주민 대표자로 지규문(池奎汶), 최양호(崔養浩), 정은섭(丁殷燮), 村上九八郞, 山中友太郞, 佐夕木喜市, 久武常次, 藤本淸記, 西村榮治 등이 선발되어 10월 24일 서울 조선총독부를 방문할 때, 지역주민 대표 총대의 한 사람으로 추가 선출됐다.
1935년 10월 15일 경춘간 철도 부설 문제에 대하여 춘천번영회(春川繁榮會) 주최로 연구회에 참석, 연구회 개최 결과 시민의 이구동성의 찬성으로 철도기성회 조직과 준비위원을 선거할 것 등을 정했다. 1935년 10월 국철이 되지 않으면 사설철도라도 개통하게 해줄 것을 청하는 진정서 '철도건설에 대한 건'에 춘천읍지방주민 총대의 한 사람으로 공동 성명 발표에 참여했다. 10월 24일 그는 진정원의 한 사람으로 지규문(池奎汶), 최양호(崔養浩), 촌상村上 등과 경성 조선총독부를 방문하고 관계방면에 진정한 후, 오후 철도국으로 가 길전 국장을 방문하였다. 농촌진흥으로 말미암아 홍천, 인제, 양구, 화천 연선각군의 물화산출이 격증한 관계로 철도를 부설하여 물산의 집산과 승객의 왕래가 격증 폭주함을 완화시켜주어야 하겠다 하였다. 만일 예산관계로 곧 관영철도를 부성할 수 없다면 직접 회사를 조직하여 운영할 것이며 사철회사를 세우는 경우라면 그 허가를 얻겠다 하였다..
10월 26일 오전 11시 춘천읍장 藤本淸記, 매일신보 춘천지국장 이한복(李漢復), 그외 주민대표 지규정(池奎政), 최양호(崔養浩), 村上九八郞, 山中友太郞, 佐佐木喜市, 久武常次 등 8명이 진정서를 들고 조선총독부 철도국장 길전(吉田)을 방문했다. 전임 대촌(大村) 철도국장이 철도부설보조금을 삭감한 관계로 철도 부설 계획이 지연되었다. 길전 국장은 사설 철도에 대해서 적극 알선하겠다고 약속했고, 10월 28일 금정전(今井 田) 조선총독부 정무총감과도 회견약속을 잡았다.
10월 22일 경춘철도기성회준비위원회 위원으로 참여했다. 10월 22일 오후 1시 경춘철도기성회 준비위원회에서 위원을 소집, 춘천읍사무소 회의실에 모여 본 건의 속성운동, 구체적 실천방안을 협의한 결과, 10월 24일 최양호, 지규문, 山中友太郞,久武常次 등 8인과 함께 경성에 파견되는 준비위원의 한 사람으로 선출됐다.
1935년 10월 경춘철도 설치 문제로 조선총독부에 진정서를 올린 춘천읍장 등본청기藤本淸記와 동행, 조선총독부를 방문하고 10월 27일 돌아왔다. 그는 읍회의원 자격으로 강원도의회 의원 최태호(崔泰浩), 도의원 山中友太郞, 춘천양조회사장 佐夕木喜市, 실업가 지문규(池奎汶), 그밖에 인제-양양간 3등 도로 개통 진정서를 올린 강원도의회 의원(인제군 지역구) 김영제(金永濟), 인제면장 이종고(李鍾畢), 실업가 김기선(金基璿), 김동호(金東澔), 방범도(方範疇), 이성오(李聖五), 인제면협의회 의원 최삼봉(崔三奉) 등이 동행했다.
10월 24일 지규문, 최양호, 이한복, 촌상, 산중 외 4명과 진정서를 들고 조선총독부를 방문, 오후에는 철도국으로 가서 길전 철도국장을 면담했다. 일동은 농촌진흥으로 말미암아 홍천, 인제, 양구, 화천 등 연선 각군의 물화 산출이 격증하는 관계로 철도를 부설하여 물산의 집산과 승객의 왕래가 격증, 폭주함을 완화시켜주어야 하겠다는 것인데, 만일 당국에서 예산 관계로 관영 철도를 부설할 수 없다면 우리가 회사를 차려 사립 철도로 경영하겠다는 것과, 사철을 세우는 경우면 그 허가를 받으려 한다 하였다.
1936년 춘천시내에 철도 건설 공사가 시작, 춘천시내가 좁아 주민이 행정구역 확장 여론이 나왔으나 각하당했다. 12월 12일 임시 춘천읍의회에 참석, 황정근(黃定根), 정은섭(丁殷燮) 등 제의원과 함께 춘천시가지 확장 건의서에 공동 서명했다. 12월 12일 임시 춘천읍의회에 참석, 춘천읍의 시가지가 좁아 지역발전에 저해, 춘천시가지 확장을 읍의회의원과 공동으로 채택, 조선총독부에 보내는 춘천 시가지 확징 건의서에 황정근(黃定根), 정은섭(丁殷燮), 박동훈(朴東勳), 박기영(朴基永) 등 춘천읍의회 의원과 공동서명하였다.

#### 매일신보 강원지사장, 춘천상공회의소 활동
1938년 5월 21일 오후 6시경 춘천시내 신문사 관계자들이 모여 춘천신문기자단 회합에 참여, 춘천신문기자단 간사장에 선임됐다. 또한 춘천신문기자단에 가맹한 매일신보사 대표자였다. 5월 22일 춘천지역 춘천신문기자단 회칙 개정에 참석했다.
1938년 7월 1일 매일신보사에서 각 도에 지사(支社)를 설치하여, 매일신보사 춘천지사장(每日新報社 春川支社長)에 선임되었다. 매일신보 춘천지사(支社) 사무실은 춘천읍 본정(本町, 소양동)에 개점, 전화번호는 231번이었다. 7월 1일 매일신보사에서 조선국내 특파원을 폐지하여 특파원직에서 해임되었다. 1938년 8월 관북 지방과 평안남도 일부 등 북부지방에 수해가 발생했다. 그해 9월, 춘천읍과 재춘천 각 신문지국의 협력 하에 북선 수해 이재민 구제 의연금을 9월 23일까지 모집, 그는 의연금 1원을 모금했다.
1939년까지 소화무역합자회사의 중역이자, 자본금 1500원의 무한사원이었다. 소화무역합자회사를 퇴사한 시점은 기록에 없으나 1940년 이후의 동아경제시보사 발행 조선은행회사조합요록부터는 그의 이름, 혹은 1941년 이후의 창씨개명 모두 등장하지 않는다.
1939년 3월 31일 오후 7시 춘천공회당에서 강원도 산업과, 보안과, 춘천경찰서, 용택 춘천읍장 등 유관기관장 참석하에 춘천상공회(春川商工會) 결성식에 참석, 평의원에 선출되었다.
1939년 3월 31일 오후 8시 춘천읍 공회당에서 춘천군내 상공업자 단체가 통합하는 통합 춘천상공회의소의 창립에 참여, 춘천상공회의소 평의원에 선임되었다. 춘천상공회, 춘천상영회 등이 통합하여 춘천상공회의소가 조직되면서 그는 춘천상공회의소 초대 역원이자, 평의원에 선출됐다. 4월 1일 하오 1시, 조선지방제도개정실시 제3주년 기념일에 읍정에 참여하여 다대한 공로를 세웠다 하여, 춘천읍으로부터 읍정 공로자(근속 12년) 표창을 수여받았다. 관민이 춘천읍 공회당에 모여 영년근속 표창과 기념품을 받았다.
1939년 4월 22일 오전 10시30분부터 춘천 본정소학교에서 열린 본정소학교후원회에 참석, 회무보고와 예결산보고 예결산보고협의사항 등을 참관했다. 같은 날 춘천본정소학교후원회 신임 역원, 학교 평의원에 선출되었다. 1939년 그해 5월 22일에 열린 춘천읍의회 의원 선거에는 출마하지 않았다. 불출마 사유는 따로 밝히지 않았다. 그 해 5월 21일 8시 30분 정각부터 춘천읍내공회당에서 춘천신문기자협회 간사장으로, 춘천읍의회 의원 후보 출마자 정견발표회의 사회자로 진행을 주관하였다.

### 기업, 언론, 사회 활동
1940년 4월 17일 오전 11시 춘천읍공회당에서 열린 춘천금융조합 제19회 정기총회에 참석, 기존 임원 임기 만료로 실시된 임원선거에서 평의원에 선출되었다. 4월 30일 강원약업주식회사의 취체역으로 다른 취체역 정은섭, 박창훈(朴昶勳), 지세근(池世根) 등과 함께 임기가 만료, 당일 주주총회를 열어 강원약업주식회사 취체역에 재선되었다. 창씨개명령이 단행되자 이원한복(李原漢復)으로 개명하였다. 1940년 11월 6일 일본 황기 2600년 기념식에 참석차 매일신보 본사를 다녀왔다. 1940년 11월 6일 무렵에는 본명을 사용하고 있었다.
1940년 12월 8일 춘천에서 강원인쇄주식회사 설립에 참여하였다. 1941년 2월 11일 춘천신문기자단春川新聞記者團에서 국민총력운동에 협력하기 위하여 조직한 국민총력강원도신문기자연맹 창설에 각 신문사별 대표자와 함께 참석했다. 그날 오후 1시에 강원도 지역연맹 결성식에 매일신보 대표 자격으로, 국민총력 강원도신문기자연맹 이사장에 선출되었다. 이때는 일본식 창씨개명 리겐간푸 또는 리바라간푸라는 이름을 사용하였다. 1941년 5월 국민총력연맹 평창군 담당 이사로 선임, 5월 29일~6월 2일 5일간 평창군을 방문하였다. 1941년 7월 18일 오전 9시부터 7월 19일 매일신문사 본사에서 열린 지사장 회의에 참석했다.
1941년 3월 21일 오전 10시 30분부터 춘천 본정소학교에서 본교 대강당에서 주관한 학부형대회에 참석, 5만원의 기금을 조성하여 1만원으로 본정소학교의 고등과 신설과 나머지 4만원과 기채(起債, 빚)로 제2소학교 설립 추진에 동의하고, 춘천 제2소학교설립기성회 공동 부회장의 한 사람으로 선출됐다.
1941년 8월 10일 성씨를 이원(李原)으로 창씨하고, 동선인쇄주식회사 취체역 성명 변경 등록을 했다. 이는 조선총독부 관보 제4402호(1946년 9월 12일자) 10면 3단에 실렸으며, 1941년 8월 22일자 등기이고, 경성지방법원 춘천지원에 신고하였다.
8월 6일 춘천상공회의소 발기인회에서 춘천상의 의원 선거일을 9월 10일로 결정하고, 상공회의소 의원 선거 전형위원의 한 사람으로 추천, 위촉되었다. 1941년 8월 20일 오후 3시 30분, 강원도상공회의소 및 춘천상공회의소 의원이 상공회의소 가사무소(假事務所)에 모여 조선상공회의소 의원 14명의 후보자를 추천할 때, 그는 24명의 강원도지역대표 후보자의 한 사람으로 추천되었다. 조선신문에는 이름자 가운데가 오타가 나서 韓으로 등재됐다.
1941년 9월 18일 오후 1시 춘천상공회의소에서 열린 제1회 의원총회에 참석했다. 9월 18일 오후 1시 55분 춘천상공회의소 회의에서, 회장, 부회장 및 임원 선출 시 상공회의소 상의원(常議員)에 선임됐다. 같은 날 전년도 1만 360원의 예산집행내역과 상업부, 공업부, 교통부, 이재부 부원 선출에 참여, 춘천상의 공업부 부원의 한 사람으로 선출됐다.
10월 19일 오후 1시 강원도청회의실에서 조선임전보국단 춘천지부 준비위원 고원훈(高元勳) 등이 임석한 간담회 자리에 춘천의 명사 자격으로 참여했다. 1941년 10월 21일 매일신보사 강원도지사장 자격으로 경성부 종로구 당주정(唐珠町) 168번지를 방문했다. 방문 목적은 나타나지 않으며, 매일신보사 1941년 10월 23일자 석간신문에만 보도됐다.

### 태평양 전쟁 전후

#### 태평양 전쟁 무렵 활동
1942년에는 춘천 소양국민학교(소양초등학교의 전신) 기성회 부회장이 되었다. 1942년 4월 19일 2시 춘천 본정국민학교 후원회에 소양국민학교 기성회 부회장이자 본정국민학교(춘천초등학교의 전신) 후원회 회원으로 참석, 금년도 학교 부담금을 설명하고 일반 학부형의 협력을 구하였다.
1942년 9월 7일 오후 3시~4시 30분에 춘천읍 공회당에서 경성지방법원 야마사와(山澤) 검사정(檢事正), 가노(加納) 강원도 경찰부장 외 관민이 참여하여 조직한 춘천 도(道) 사법보호위원회 창립에 참석, 춘천 사법보호위원회 이사 10인의 한 사람에 선출됐다.
1942년 10월 매일신보사 주최 군인원호 강화 운동으로 10월 3일부터 10월 9일까지 군인 유가족 위문 및 군인 유가족 위문품 전달 행사가 개최, 조선인 부인 및 조선 체류 일본인 부인 모임 대일본부인회 강원도지회 회원이 춘천군청을 방문, 위문품을을 전달하고, 70호의 군인 유가족을 위문할 때 그의 부인도 참석하였다. 전달된 위문품의 세부 내역은 신문에 보도되지 않았다. 1942년 1월 10일 오전 10시에 개최된 매일신보사 지사장 회의에 강원지사장 자격으로 참석했다.
1943년 4월 30일 강원약업주식회사 취체역에 중임(重任)되었다. 5월 16일 강릉약업주식회사(江陵藥業株式會社) 취체역 미루야마 기쿠(丸山喜久), 김유경(金庾經), 다케모토 소이쿠(竹本相郁)가 사임하고 새 취체역을 선출할 때 윤원선(尹源善) 등과 함께 강릉약업 새 취체역에 선출되었다. 이는 함흥지방법원 강릉지원에 신고되었다.
1943년 11월 1일 오전 9시부터 오후 0시까지 열린 매일신보사 본사 회의실에서 열린 조선 지사장회의에 매일신보 강원지사장 자격으로 참석했다.

#### 임전보국단 강원도지부 활동
1941년 10월 19일 오후 1시부터 강원도 대회의실에서 조선임전보국단(臨戰報國團) 이동치호(伊東致昊) 한상룡(韓相龍), 가산린(佳山麟) 등이 지방 주민의 협력을 구하고자 방문, 강원도 지역 명사 100명을 초청할 때 미루야마 후준(丸山降準), 박기돈(朴基敦) 등과 함께 간담회 개최를 준비하였다. 1941년 10월 22일 조선임전보국단 본부 평의원의 한 사람이 되었다.
1942년 1월 10일 오전 11시부터 조선 임전보국단(臨戰報國團) 강원도지부 준비위원회와, 1월 10일 오후 1시 반부터 개최된 춘천읍공회당에서 개최된 조선 임전보국단 강원도지부(臨戰報國團 江原道支部) 결성식에 참석, 도내 각 군의 지역유지 300명 임석했으며, 그는 이때 경과보고를 낭독했다.
1942년 6월 7일부터 6월 10일 조선임전보국단 강원도지부에서 시국인식과 징병제도 실시에 대한 취지를 설명하고자, 이사장 정은섭 이하 역원이 춘천군내 축하 순회 강연회를 할 때, 그는 임전보국단 춘천지부 총무부장 자격으로 6월 9일 춘천군 사북면(史北面), 6월 10일 사내면(史內面) 등에서 순회강연을 하였다.
1945년 4월 15일 매일신보사에서 기구개혁 7주년 기념일에 10년 이상 장기근속자를 표창할 때, 사장 표창장(10년 이상 근속자, 강원도지사(枝社) 소속))을 받았다.

#### 반도제지 설립에 참여
1944년 3월 15일 춘천신탄주식회사(春川薪炭株式會社) 취체역에 취임했다. 5월 30일 강릉약업주식회사 취체역에서 해임되었다. 5월 28일 춘천신탄주식회사(春川新炭株式會社)가 상호를 춘천연료주식회사(春川燃料株式會社)로 개명힌 후 구 취체역, 감사역 전원을 해임하고 새 취체역을 선임할 때 취체역으로 선임되었다. 7월 30일 동선인쇄주식회사 취체역에 중임되었다.
1944년 9월 28일 경성부 중구 남대문통 4정목 76번지에서 반도제지주식회사(半島製紙株式會社) 설립에 참여, 일본인 이카와 이세키치(井川伊勢吉, 대표취체역), 이카와 시게키(井川重樹), 이카와 다쓰지(井川達二), 모리카와 마사오(森川政雄), 오사카 하치로(小坂八郞), 히사타케 쓰네지(久武常次), 가와무라 요시오(河村能夫) 등과 함께 취체역으로 선임됐다. 회사는 종이 제조 및 가공회사였고, 자본금 50만원, 주식은 1주당 50원이었다. 당시 그는 강원도 춘천군 춘천읍 본정(本町) 2정목 35번지에 거주 중이었다.
12월 15일 반도제지주식회사의 본점을 강원도 춘천군 춘천읍 본정 377번지로 이전했다. 1944년 12월 15일 반도제지 본사를 경성부 중구 남대문통 4정목 76번지에서 춘천군 춘천읍 본정 377번지로 이전할 당시 그는 반도제지 취체역의 한 사람이었다.

### 광복 직후 활동

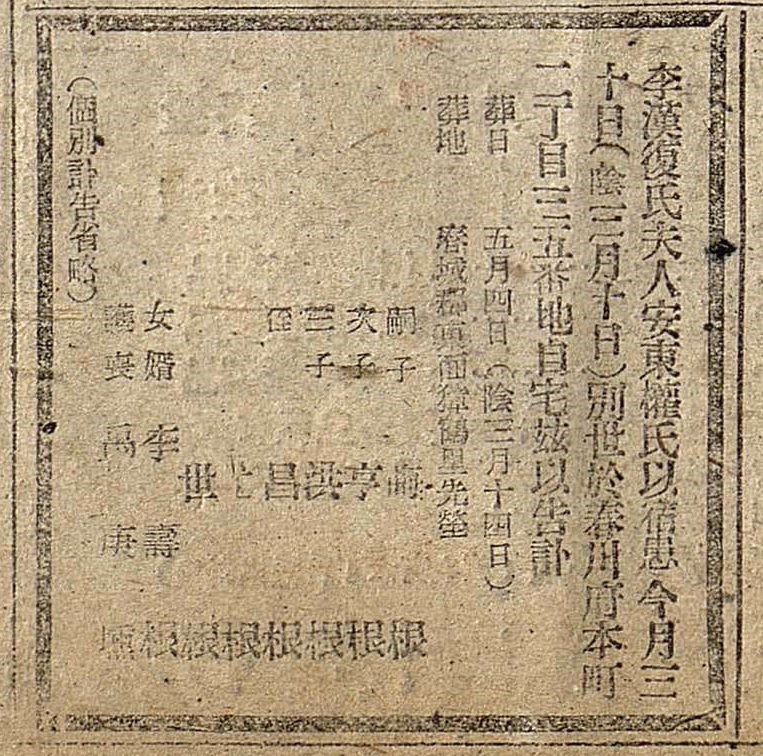
부인 안동권씨 부고 기사
(한성일보 1947년 5월 3일자 기사)

1945년 8.15 광복 이후 이카와 이세키치(井川伊勢吉)로부터 반도제지주식회사(半島製紙株式會社)를 인수, 대표이사에 취임했다. 반도제지 회사는 1947년 무렵 춘천시 수정(壽町, 후일의 춘천시 효자동)에 있었다. 1945년 10월 춘천읍의 명칭을 춘천시로 개정 운동을 추진하는 춘천시민위원회(春川市民委員會)에 참여했다. 10월 19일 춘천시민위원회 임시 사무소에서 개최한 회의에 참석, 이날 미 군정에 파견될 일본인 소유재산 재산 관리 교섭위원의 한 사람에 선출됐다. 1945년 11월 10일 미 군정에 의해 매일신보가 정간되면서 매일신보사 강원도지사장에서 사직했다. 이후 기업활동, 정치 사회단체 운동, 상공회의소 활동에 전념했다. 매일신보가 강제 정간되었으나, 이후 그가 언론, 신문, 방송에 참여했는지 여부는 기록지 사라져 알 수 없다.
1946년 4월 24일 경성부 남대문로 저축은행본점 회의실에서 열린 조선상공회의소 설립발기인회의 조직에 참여하였다. 이어 그해 5월 19일  저축은행본점 회의실에서 열린 조선상공회의소 창립총회에 참여했다. 그해 10월 25일 조선상공회의소(대한상공회의소의 전신) 본부 의원(강원도 지역구)으로 선출되었다. 1946년 12월 8일 춘천에서 열린 이승만박사 외교사절파견국민대회에 참석, 성금 1만원을 기증하였다.
1947년 1월 16일 춘천부 수동(壽洞)의 반도제지주식회사(半島製紙株式會社) 대표이사 사장이었다. 1948년 3월 23일 국회의원 선거법 제19조에 의거 각 도의 선거관리위원을 선발할 때, 강원도선거관리위원회 후보위원의 한 사람에 선출되었다. 5월 10일 제1대 국회의원 선거 당시 강원도 선거관리위원회 후보위원으로 선거에 참여했다. 1949년 반도제지주식회사 사무실을 강원도 춘천시 효자동으로 옮겼다. 번지와 날짜는 기록이 사라져 알 수 없다.

### 생애 후반
그는 학교 교육, 고아, 장애인 단체에 수시로 기부금, 후원 물품을 제공했지만 그에 대한 대가, 내역을 요구하지 않아 영수증을 남기지 못했다. 1948년 5월 강원도상공회의소 초대 회두 최태호가 사임함에 따라 부회두 지규설이 회두에 취임했으나 곧 사임하고 이한복이 새 회두에 선임되었다.
1949년 무렵 반도제지의 운영난을 겪었다. 반도제지는 1949년 8월 13일까지 외자(外資) 투자 대금을 외자청에 납부하지 못해 제이회외자운영위원회의 미납자 외자 공급중지 대상에 올라갔다.
1950년 5.10 총선거 전, 선거관리위원회에서 강원도 선거관리위원 후보자로 추천되었으며, 4월 14일 강원도선거관리위원회 위원의 한사람에 임명되었다. 4월 15일 선거관리위원으로 최종 확정되었다. 당시 그는 반도제지주식회사 사장에 재임 중이었다. 5월 10일 2대 국회의원 선거 시 강원도 선거관리위원의 한 사람이었다. 6.25 전쟁 중이던 1950년 7월 13일 혹은 그해 8월 서울 종로구 돈암동 294-47 혹은 춘천시 효자동에서 북한 인민군에 의해 납북, 실종되었다. 이후의 행적은 알 수 없다.

### 사후
그의 자녀는 뿔뿔이 흩어졌다. 6.25 직후 춘천 동선인쇄소는 그와 같이 회사를 경영하던 성운경(成雲慶)이 대표자로 되어 있었다. 그가 운영하던 반도제지주식회사와 동선인쇄소의 매각 혹은 폐쇄 시점은 알 수 없다. 휴전 이후 강원도상공회의소는 춘천상공회의소로 개편되었다.
그의 셋째 아들 이홍근 역시 서울 경기고등학교 재학 중 6.25 전쟁으로 실종되어 행방을 알 수 없다. 이후 그의 가계는 몰락했고, 1947년의 매일신보 기사에 부인 안동권씨의 부고장에 사위 이수근, 실종된 셋째 아들 이홍근의 이름이 그의 다른 자녀들, 조카들과 함께 보도된 것이 확인되었다. 그의 집안 족보에는 차남까지만 실려 있다. 그의 딸 이애경, 사위 이수근은 1980년 캐나다로 이민, 토론토 온타리오주에서 생활하였다.
부인 안동권씨의 묘소는 강원도 춘천시 동면 장학리 산 서남서쪽 신좌(辛坐)에 있다.

## 학력
- 10세부터 21세까지 한문(漢文) 수학
- 정규 교육, 학교 입학, 퇴학 여부는 알 수 없음

## 활동

### 강원도청 이전 반대 운동
1925년부터 강원도청 이전 반대 운동에 참여했다. 1925년 강원도 도 평의회에서 강원도청의 이전안이 제기되었다. 1925년 12월 24일 강원도 도평의회 의원(철원군 지역구) 고하운(高河運), 강릉 박기동(朴起東), 정선 최돈상(崔敦尙), 회양 송순필(宋淳弼), 고성군 황병성(黃炳星) 등 도평의원의 발의와 도평의회 의원 14명의 찬성으로 강원도청을 철도 연선이 가능한 곳으로 옮기자는 의견서가 제출되었다.
12월 26일 춘천 지역 민간유지 20명이 춘천면사무소에 모여 대응책을 협의하고 춘천 사활 문제이므로 적극적으로 대응책을 마련하고 시민대회 개최를 계획했다. 1차 시민대회는 춘천번영회 주최로 1926년 1월 10일 춘천보통학교 교정에서 열렸다. 1월 10일 춘천번영회 설비 기초위원의 한 사람으로 선출됐다.
1925년 12월 26일 춘천의 지역 유지 19인과 함께 춘천군 군내면사무소에 모여 강원도청 이전 반대 문제를 토의하였다. 1926년 1월 10일 하오 10시 개최된 강원도청 이전 반대 운동의 연사의 한 사람으로 참여했다. 이후 강원도청 이전 반대 운동에 참여했다.
1938년 4월 5일 강원도청 신축 이전에 관련된 문제를 토론하는 춘천번영협회 회의에 참석, 기존 간사 2명 외에 추가 간사 선출시 간사로 지명되었다.
1931년 7월 26일 춘천읍회의원 정은섭(丁殷燮) 등과 공동으로 '행정구역급 명칭 변경안'을 발의하였다. 춘천읍과 가깝고 밀접한 동리를 춘천읍이 편입하는 것으로, 춘천군 동내면 석사리, 후평리, 신남면 퇴계리, 신북면 우두리 등이었다. 이 지역의 춘천읍 편입을 강원도지사에게 청원하였다.

### 도로 개설 진정서 제출
1925년 춘천 지역 수재 이후 경춘2등도로가 파괴되어, 자동차, 거마 기타의 통행이 불편해졌다. 1927년 일부 강원도 춘천과 인접 각군 인사들이 회합 후, 신연강(新淵江, 新延江)에 철교 가설을 청원하는 진정서를 제출했다. 이때 경춘도로개설 촉성위원의 한 사람에 선임됐다. 이때 한강에 가설한 돌철교를 신연강으로 옮겨 이용할 것을 청원하는 대표자 3인으로 선발되어 5월 22일 경성에 파견되었다.

### 교육, 장학 사업
그는 춘천시내의 학교 기성회(운영위원회), 학교 후원회 위원, 이사 등으로 참여하고, 소정의 기금을 기탁하였다. 또한 일부 학교의 운영을 위한 모금운동에도 참여했다.
1922년 명륜당 내에 임시 개교한 수춘학관 개교 비용 마련을 위해 최양호, 김용소(金容召) 등과 함께 적극적으로 기금 마련 활동을 추진하였다. 수춘학관의 교장 최양호 역시 자신의 재산 500원을 기탁했다. 1923년 수춘학당 최양호 교장이 사재 5백원을 기탁하고, 그는 각지를 다니며 춘천 수춘학당의 기금 모금을 노력하였으나 수춘학당은 경영난에 빠졌다. 그는 수춘학관 운영비 및 기금마련 운동에도 적극 동참했고 춘천과 인접 지역을 다니며 지역유지, 지식인을 설득하여 약간의 기금을 마련해왔다. 그러나 수춘학관은 경영난을 겪다가 폐교하게 된다.
1923년 9월 조선일보에서 각지의 유지에게 만주 용정촌 동흥중학교 설립 기금을 모금할 때, 그는 성금 5원을 기탁하였다.
그는 춘천공립보통학교(후일의 춘천초등학교) 후원회 회원으로 참여, 기탁금을 기부했다. 1934년 6월 19일 오전 10시 춘천공립보통학교에서 열린 춘천공립보통학교 후원회 정기총회에 참석, 춘천제2공립보통학교 기성회 역원을 선출할 때 춘천제2공립보통학교 기성회 위원의 한 사람으로 선출됐다. 이때 최양호(崔養浩), 신태현(申台鉉) 등도 1935년 4월 11일 제이공립보통학교 건설긔성회를 조직, 설립운동에 참여 1936년 9월에 춘천읍 전평리(후일의 소양로4가, 호반동 주변)에 부지를 마련하고 개교 인허가를 받았으나, 당국의 비협조로 개교하지 못했다. 당국은 춘천보통학교의 학급을 증설하는 것으로 변경하려 했다가 춘천읍민의 항의로 춘천읍 욱정(旭丁, 약사동)에 보통학교를 신설하는 것으로 바꾸었다.
춘천공립보통학교가 춘천 본정소학교로 교명을 변경한 뒤에도 계속 본정소학교 후원회 회원으로 활동, 지원했다. 1939년 4월 22일 오전 10시30분부터 춘천 본정소학교에서 열린 본정소학교후원회에 참석, 회무보고와 예결산보고 예결산보고협의사항 등을 참관했다. 같은 날 춘천본정소학교후원회 신임 역원, 학교 평의원에 선출되었다.
춘천 본정국민학교(후일의 춘천초등학교) 후원회 회원이자, 소양국민학교(후일의 소양초등학교) 기성회 회원이었고 1942년에는 소양국민학교 기성회 부회장으로 활동하며 각급 학교 후원회, 학교 기성회에 참석, 운영위, 예산 심의, 학교 현안 등에 참여했다.

#### 고등학교 유치 운동 참여
그는 강원도내 고등학교 유치 운동에 참여했으며, 특히 춘천읍내에 고등학교 설립, 유치 운동에 적극 참여했다. 그는 춘천읍내에 고등학교 설립과 개교 후 지속적으로 후원하였다. 그러나 그가 고등학교 유치를 역설한 기고문, 연설문, 영수증 등은 6.25 전쟁으로 유실되고 보존되지 못해 현재 전하는 것은 없다.
1922년 3월 8일 강원도 춘천군 춘천면 허문리(후일의 춘천시 중앙로 1가, 소양동에 편입됨)에 있는 허문리 예배당에서 춘천지역 유지들이 모여 강원도고등보통학교 기성회를 조직할 때 이사의 한 사람으로 참여하였다.
1932년에는 춘천여자고등학교 설립 운동에 참여했다.
1933년 5월 31일 오후 4시 춘천 정명여학교 강당에서 열린, 춘천 정명여자고등학교 후원회에 참석, 정명여고 후원회 이사에 선임되었다. 정명여고에도 지속적으로 후원하였으나 정명여고는 1937년 폐교되었다.

## 가족 관계
그는 친가, 외가로도 모두 알평(謁平)의 자손이 된다. 아버지 쪽으로는 충장공 이복남의 10대손이고 이순우의 25대손이다. 아버지 쪽으로는 알평의 74대손이 된다.
- 조부 : 이과석(李果碩, 1832년 3월 16일 ~ 1878년 12월 5일)
- 아버지 : 이준영(李濬榮, 1860년 12월 3일 ~ 1938년 10월 23일[242](음력 9월 1일))
- 어머니 : 경주이씨(1865년 7월 29일 ~ 1938년 10월 14일), 정삼품 이동주(李東周)의 딸, 정익공 이완 후
  - 형 : 이한익(李漢益, 1890년 11월 4일 ~ 1944년 3월 16일), 강원도지사, 민주당 간부 창해 이창근(滄海 李昌根)의 아버지
  - 형수 : 진주강씨(晉州姜氏, 1888년 2월 10일 ~ ?)
  - 동생 : 이한정(李漢鼎, 1901년 ~ 1964년), 숙부 온영(溫榮)의 양자로 출계
- 부인 : 안동권씨(安東權氏, 1898년 9월 29일 ~ 1947년 4월 30일[243](음력 3월 10일[244]) 권종철(權鍾轍)의 딸, 양촌 권근 후(陽村 權近 后)
  - 아들 : 이회근(李晦根, 1916년 10월 4일 ~ 1979년 4월 30일), 초명은 종근(種根)
  - 며느리 : 회덕송씨(懷德宋氏, 1922년 5월 28일 ~ ?), 송낙헌(宋洛憲)의 딸, 우암 송시열 후(尤菴 宋時烈后)
    - 손자 : 이병준
    - 손자 : 이병호

  - 딸 : 이애경(李愛敬, 1921년 ?월 ?일 ~ ?), 캐나다 토론토 주로 이주
  - 사위 : 이수근(李壽根, 1918년 ?월 ?일 ~ 2016년 9월(?)[245])
    - 외손녀 : 4명, 캐나다 거주

  - 아들 : 이형근(李亨根, 1926년 12월 26일 ~ ? ?월 ?일)
  - 아들 : 이홍근(李洪根, 1932년(?) ?월 ?일 ~ 1950년(?) ?월 ?일), 6.25 전쟁 중 실종
- 외할아버지 : 이동주(李東周), 본관은 경주
- 외할머니 : ?
- 장인 : 권종철(權鍾轍)
- 징모 : ?

## 평가, 인물평
경성지방검사국 문서에 의하면 그의 성품은 온순하다 한다.
매일신보 기자에 의하면 그는 '재인(才人) 타입의 착실한 사업가'라 하였다. 조선신문의 1931년 보도에 의하면 그는 성실한 인물, 생기있는 인물이라 한다. 조선신문의 당시 춘천읍의회 의원 후보자 인물평 보도에 의하면 그는 강원인쇄사 사원 재직 당시 '사장 박찬우 아래에 열심히 일하고 외교에 사무에 종사, 음일(蔭日)없이 일해 수익을 얻게 노력한 생기있는 인물(社長朴贊祐の下に孜タとして外交に事務に蔭日なたなく 働く良きマネツヤである)'이라 한다.
1929년 당시 매일신보 기자의 인물평에 의하면 '맑은 성격의 주인공으로 사업에대한 열심은 만인을 감탄케한다.' 하였다.

## 기타
비슷한 시대에 활동한 충청남도 연기군 전의면 출신의 화가 겸 서예가, 교사로 활동한 이한복(李漢福 또는 李韓福)은 동명이인이다. 또한 비슷한 시기에 충청북도 청주 지역에도 그와 동명이인인 이한복(李漢復)이 활동하였다.
1929년 11월 당시 매일신보 기자에 의하면 그는 '당시 신문계를 떠나 실업계(實業界, 기업)로 진출하려는 야망이 있었다' 한다.

## 같이 보기
- 강원도선거관리위원회
- 신연교
- 경춘선
- 춘천시의회
- 춘천상공회의소
- 춘천여자고등학교
- 대한상공회의소
- 매일신보
- 춘천초등학교
- 소양초등학교
- 춘천고등학교
- 시민단체
- 투자
- 노블리스 오블리주
- 신연강

## 참고 자료
- 경성지방법원 검사국 문서 54페이지
- [지구촌 프론티어] 아름다운 황혼… 춘천여고 산증인 강원도민일보 2002.11.04.
- 춘천여고 1회 졸업 이애경 여사 활발 활동 강원도민일보 2016.02.11.
- 춘천백년사편찬위원회, 《春川百年史 - 下》 (춘천시, 1996) 2218페이지
- 대한적십자사, 실향사민등록자명단 (대한적십자사, 1956)

| 전임 지규설 | 제3대 강원도상공회의소 회장 1948년 5월 ~ 1950년 6월 25일 | 후임 (6.25 전쟁 발생으로 인한 기능 정지) |